# Allophyes nigrilinea
Allophyes nigrilinea là một loài bướm đêm trong họ Noctuidae.